# Мадонна-дель-Орто
Церква Мадонна-делл-Орто (італ. Chiesa della Madonna dell'Orto) — церква у Венеції, розташована в районі Каннареджо на однойменній площі.
Спочатку церква була присвячена святому Христофору, а свою назву отримала після того, як в найближчому місті (orto) було знайдено статую Мадонни з немовлям. Статуя, якій приписують чудодійні властивості була встановлена в храмі.

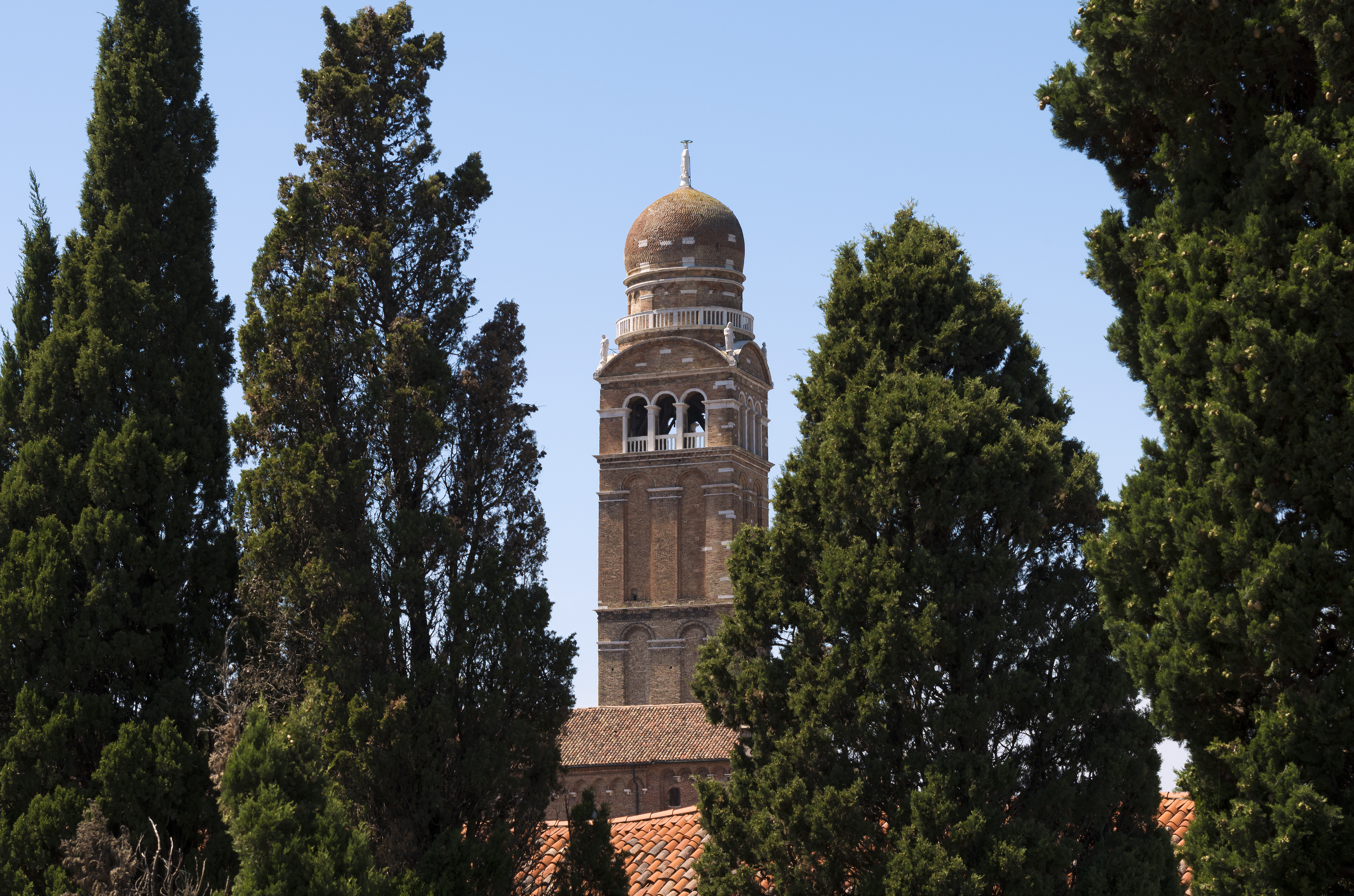
Купол вежі-дзвіниці церкви

Церква побудована в готичному стилі, відмітною особливістю є цибулинний купол храму. Фасад виконаний з рожевої цеглини, і прикрашений багатим різьбленням. Різьблений портал виконаний на стику готичного і ренесансного стилю увінчаний статуєю Святого Христофора.
У листопаді 1966 року церква сильно постраждала в результаті катастрофічної повені. Крім будівлі постраждало внутрішнє вбрання церкви, зокрема картини Тінторетто. В рамках програми «Врятуйте Венецію» церква і картини були відреставровані одними з перших.
Ім'я церкви нероздільно пов'язане з Тінторетто. В храмі розташована гробниця великого художника, який був прихожанином цієї церкви. Тут знаходиться декілька картин живописця, найпримітніші дві картини: «Поклоніння золотому тельцеві» і «Страшний Суд».

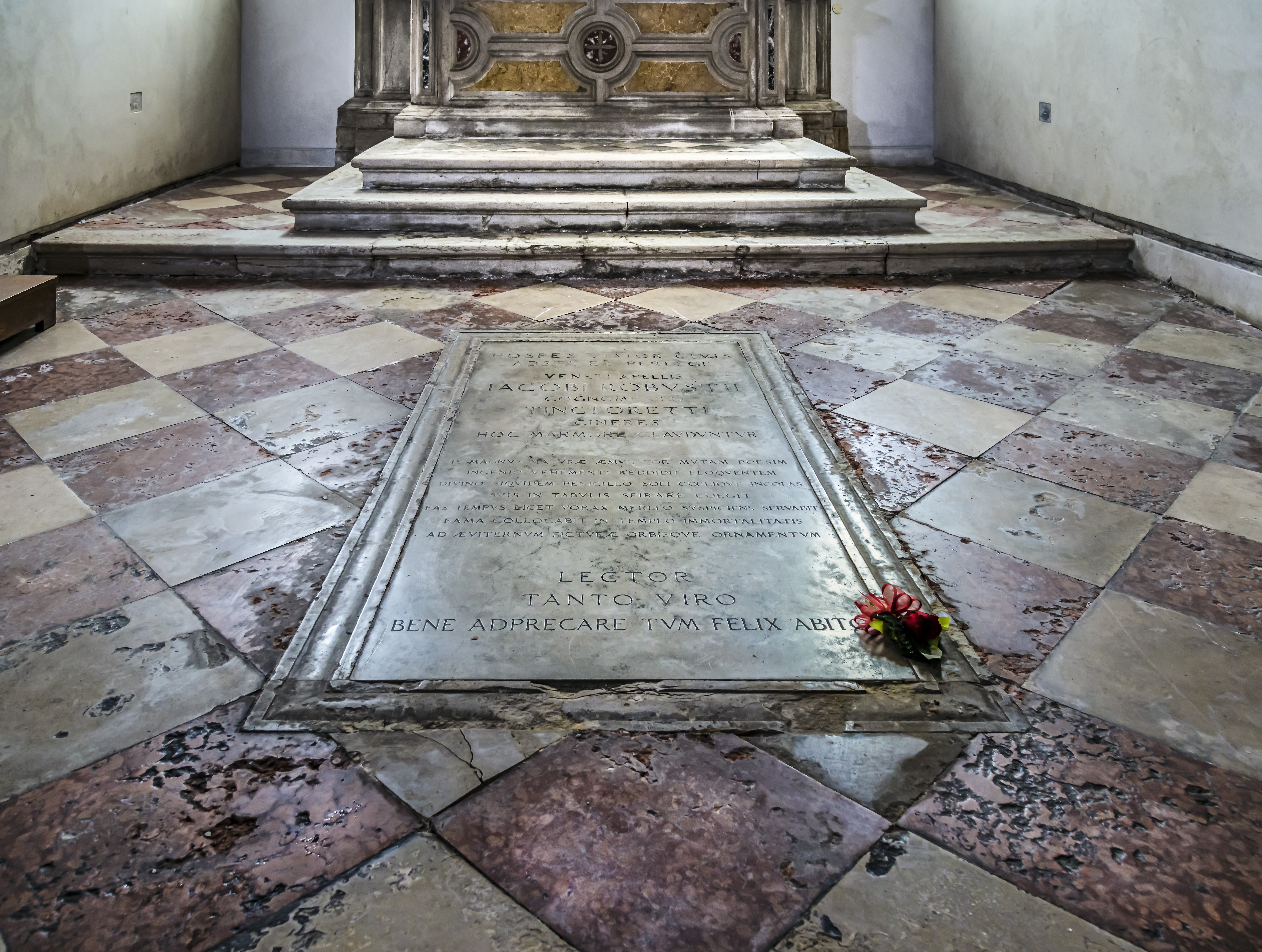
Могила Якопо Тінторетто